# 千奇百趣特工隊
《千奇百趣特工隊》（英語：Neighborhood Treasures（Sr. 7）），是香港電視廣播有限公司向日本朝日電視台購買版權而製作的資訊遊戲電視節目，以高清技術拍攝。節目主持為森美和阮小儀並加入兩位特務朱智賢（特務朱）及馮盈盈（特務盈）。由於此系列旁白林保全於2015年1月2日離世，所以本輯旁白改為馬家豪。在配音方面，路人角色和小孩由其他配音員負責，當中包括葉振聲、李致林、雷碧娜、梁偉德、張方正、黃積權。
本節目是該台早前播出之《千奇百趣》系列的第十輯，以特工為主題，奇趣內容關於台灣、日本及香港的奇景。由於高清翡翠台於2016年2月22日改名為J5（後再改名為無綫財經·資訊台，再於2022年9月5日更名為財經 體育 資訊台，後再於2024年4月22日與J2合併為TVB Plus），所以本輯節目開始改為僅於翡翠台播放。節目於2017年2月27日至3月24日，逢星期一至星期五以及2017年3月25日（星期六）香港時間22:30-23:00於翡翠台播放。

## 遊戲規則
主持會播放三段關於台灣、日本或香港的趣怪事情的影片。本輯兩位主持亦會與嘉賓們分為兩組，一起競猜每段影片的「爆趣」之處，期間可向兩位特務要求提示。與以往一樣，如嘉賓解釋不合理，偏離現實甚至達離譜程度便會接受噴煙、面前弹簧裝置攻擊（本輯為炸彈模型）或射槍的懲罰。以上三個機關除由主持操控之外，兩位特務同樣可以以手持的玩具槍對嘉賓作射槍懲罰。每段影片公佈完答案之後負方需接受「千奇百趣疾魚雷」作爲大懲罰（類似上輯的「千奇百趣爛番茄」）。不過如雙方同時答對或答錯，則交由兩位特務決定勝方，此時負方亦需接受「千奇百趣疾魚雷」的大懲罰。本輯同樣沒有每段影片的評分環節。

所有遊戲完結後最低分的一組則接受大懲罰「特工Power笠」，但這個節目是不會派發任何獎金給任何嘉賓。

## 口號
有別過往，本輯沒有特定口號：
- 「包你一定笑爆嘴」
- 「今晚笑到飆眼水」
- 「齊齊笑到無停嘴」
- 「上嚟唔洗守規矩」
- 「今晚嘉賓最多嘴」
- 「黑絲索女加美腿」
- 「森美小儀嘴對嘴」
- 「我地專駁森美嘴」
- 「今晚特別多靚女」
- 「想娶小儀要排隊」
- 「東張西望拉大隊」
- 「好睇好玩無吹水」
- 「索女多到排哂隊」
- 「收視爆燈爆哂趣」
- 「贏左請你飲汽水」
- 「叫聲靚女就放水」
- 「邊個亂答揼死佢」
- 「晚晚都要起勢追」
- 「新奇有趣Ｏ哂嘴」
- 「嘉賓上黎唱兩嘴」

## 每集內容

### 熱身遊戲

#### 千奇百趣鐵頭功
一位嘉賓負責聽從音樂指示放開吊著「炸彈」的繩子，另一位嘉賓則坐在「炸彈」之下，需要算準時機拉著繩索讓「炸彈」停留在安全區並不能碰到頭。
- 出現集數：第01、02、05、06、07、08、09、10、12、13、18、19集

#### 千奇百趣金剛腿
每組分別派出一位嘉賓鬥快把石春路上的氣球踩破。
- 出現集數：第03、04、11、14、17集

#### 千奇百趣鐵布衫
每組分別派出一位嘉賓在限時內避過三支障礙物，碰到障礙物次數較少的一方為勝。
- 出現集數：第15、16、20集

### 大懲罰

#### 千奇百趣疾魚雷
負方隊伍會遭「魚雷」型的氣球攻擊。

#### 特工Power笠[2]
（危險動作，切勿模仿）
落敗隊伍的其中一員（或兩位）需要隔著絲襪向前拿起槍把，然後說「Dismiss」（解散）。

### 每集嘉賓
| 集數 | 播映日期      | 嘉賓                               | 分數 | 參與「特工Power笠」之嘉賓 |
| 01   | 2月27日（一） | 朱千雪、岑杏賢                     | 0    | 朱千雪、岑杏賢            |
| 01   | 2月27日（一） | 阮兆祥、陳 煒                      | 2    | 朱千雪、岑杏賢            |
| 02   | 2月28日（二） | 黎諾懿、蔣家旻                     | 3    | 羅天宇                    |
| 02   | 2月28日（二） | 林漪娸、羅天宇                     | 0    | 羅天宇                    |
| 03   | 3月1日（三）  | 張曦雯、吳業坤                     | 1    | 吳業坤                    |
| 03   | 3月1日（三）  | 楊詩敏、周奕瑋                     | 2    | 吳業坤                    |
| 04   | 3月2日（四）  | 宋熙年、陳智燊                     | 0    | 宋熙年                    |
| 04   | 3月2日（四）  | 林盛斌、麥明詩                     | 2    | 宋熙年                    |
| 05   | 3月3日（五）  | 梁嘉琪、黃心穎                     | 2    | 張秀文                    |
| 05   | 3月3日（五）  | 麥美恩、張秀文                     | 1    | 張秀文                    |
| 06   | 3月6日（一）  | 李家鼎、譚玉瑛                     | 1    | 李家鼎                    |
| 06   | 3月6日（一）  | 黃淑儀、張致恆                     | 2    | 李家鼎                    |
| 07   | 3月7日（二）  | 吳家樂、吳嘉儀                     | 3    | 謝東閔                    |
| 07   | 3月7日（二）  | 謝東閔、鄧佩儀                     | 1    | 謝東閔                    |
| 08   | 3月8日（三）  | 蔡思貝、馬貫東                     | 2    | 黃子恆                    |
| 08   | 3月8日（三）  | 朱晨麗、黃子恆                     | 1    | 黃子恆                    |
| 09   | 3月9日（四）  | 陳 瀅、何雁詩                      | 1    | 陳 瀅、何雁詩             |
| 09   | 3月9日（四）  | 黃山怡、劉佩玥                     | 2    | 陳 瀅、何雁詩             |
| 10   | 3月10日（五） | 羅敏莊、黎瑞恩                     | 2    | 張彥博                    |
| 10   | 3月10日（五） | 江欣燕、張彥博                     | 1    | 張彥博                    |
| 11   | 3月13日（一） | 陳貝兒、區永權                     | 2    | 吳幸美                    |
| 11   | 3月13日（一） | 林溥來、吳幸美                     | 1    | 吳幸美                    |
| 12   | 3月15日（三） | 姚子羚、胡蓓蔚                     | 2    | 衛志豪                    |
| 12   | 3月15日（三） | 狄易達、衛志豪                     | 0    | 衛志豪                    |
| 13   | 3月16日（四） | 陳庭欣、沈卓盈                     | 2    | 樂 瞳                     |
| 13   | 3月16日（四） | 譚凱琪、樂 瞳                      | 1    | 樂 瞳                     |
| 14   | 3月17日（五） | 洪天明、周家蔚、洪大仁             | 2    | 余德丞                    |
| 14   | 3月17日（五） | 江忞懿、歐鎧淳、余德丞             | 1    | 余德丞                    |
| 15   | 3月20日（一） | 陸浩明、劉穎鏇                     | 1    | 陸浩明                    |
| 15   | 3月20日（一） | 張美妮、張嘉兒                     | 2    | 陸浩明                    |
| 16   | 3月21日（二） | 溫家偉、林穎彤                     | 1    | 林穎彤                    |
| 16   | 3月21日（二） | 莊思明、彭慧中                     | 2    | 林穎彤                    |
| 17   | 3月22日（三） | 陳健安@C AllStar、吳崇銘@C AllStar | 1    | 吳崇銘@C AllStar          |
| 17   | 3月22日（三） | 梁釗峰@C AllStar、何建曦@C AllStar | 2    | 吳崇銘@C AllStar          |
| 18   | 3月23日（四） | 林曉峰、康子妮                     | 2    | 林德信                    |
| 18   | 3月23日（四） | 林德信、蘇麗珊                     | 1    | 林德信                    |
| 19   | 3月24日（五） | 林奕匡、陳柏宇                     | 2    | 關楚耀                    |
| 19   | 3月24日（五） | 關楚耀、王灝兒                     | 1    | 關楚耀                    |
| 20   | 3月25日（六） | 許廷鏗、胡鴻鈞                     | 1    | 胡鴻鈞                    |
| 20   | 3月25日（六） | 鄭俊弘、菊梓喬                     | 2    | 胡鴻鈞                    |

## 記事
- 2017年2月27日：在第一集的結尾，兩位主持森美及小儀特意向本來配此系列的配音員林保全先生表達最後的致敬，並會傳承林保全先生的精神，把歡樂帶給各香港人。（林保全先生於2015年1月2日離世）
- 2017年3月14日：由於20:00-22:00直播《2017 行政長官選舉辯論》，《我瞞結婚了》第2集順延至22:00-23:00播出，當日本節目暫停播映。

## 外部連結
- 節目網站（页面存档备份，存于）
- myTV

## 電視節目的變遷
| 香港無綫電視翡翠台 星期一至五 22:30-23:00 · 3月14日暫停播映 · 3月25日（星期六）22:30-23:00 | 香港無綫電視翡翠台 星期一至五 22:30-23:00 · 3月14日暫停播映 · 3月25日（星期六）22:30-23:00 | 香港無綫電視翡翠台 星期一至五 22:30-23:00 · 3月14日暫停播映 · 3月25日（星期六）22:30-23:00 |
| ------------------------------------------------------------------------------------------ | ------------------------------------------------------------------------------------------ | ------------------------------------------------------------------------------------------ |
|                                                                                            | 千奇百趣特工隊 （2017.02.27 - 2017.03.25）                                                 |                                                                                            |
| 有樓萬事足？ （2017.02.20 - 2017.02.24）                                                   | 歎得好健康 （2017.03.27 - 2017.04.14）                                                     |                                                                                            |

| 香港無綫電視翡翠台 星期六 14:20-15:20    | 香港無綫電視翡翠台 星期六 14:20-15:20                | 香港無綫電視翡翠台 星期六 14:20-15:20 |
| ---------------------------------------- | ---------------------------------------------------- | ------------------------------------- |
|                                          | 千奇百趣特工隊 （2018.04.14 - 2018.06.16）           |                                       |
| Sunday好戲王 （2017.09.30 - 2018.04.07） | Do姐有問題（Sr.1、Sr.2） （2018.06.23 - 2018.12.22） |                                       |